# Румен Боев
Румен Боев е бивш български футболист, защитник.
Роден е на 11 март 1971 г. в Добрич. Играл е за Добруджа, Локомотив (Пловдив) и Добрич 2000. В А група има 235 мача и 15 гола. Рекордьор по брой мачове за Добруджа в А група – 212 мача. За националния отбор има 1 мач.

## Статистика по сезони
- Добруджа – 1989/90 – Б група, 11 мача/0 гола
- Добруджа – 1990/91 – Б група, 23/2
- Добруджа – 1991/92 – А група, 30/1
- Добруджа – 1992/93 – А група, 30/2
- Добруджа – 1993/94 – А група, 28/3
- Добруджа – 1994/95 – А група, 30/2
- Добруджа – 1995/96 – А група, 29/2
- Добруджа – 1996/97 – А група, 30/2
- Добруджа – 1997/98 – А група, 21/1

- Локомотив (Пд) – 1998/99 – А група, 16/0
- Добруджа – 1999/ес. - А група, 14/1
- Добруджа – 2000/ес. - Б група, 12/0
- Добрич 2000 – 2001/02 – В група, 26/3
- Добрич 2000 – 2002/03 – В група, 19/2